# Magyar labdarúgó-bajnokság (harmadosztály – Mátra csoport)
A magyar labdarúgó-bajnokság harmadosztálya hat csoportból áll területi felosztás alapján. Az Alföld-csoport, a Duna-csoport, és a Tisza-csoport 16 csapatot, míg a Bakony-csoport, a Dráva-csoport, és a Mátra-csoport 15 csapatot foglal magába. A feljutások és kiesések miatt gyakori, hogy bizonyos csapatok az aktuális új szezont már másik csoportban kezdik meg.

## A 2011–2012-es szezon

### Csapatok
Az alábbi csapatok alkotják a Mátra-csoportot a 2011–2012-es szezonban.
| A csapat neve | A csapat székhelye | Megye                      | Előző évi helyezés              |
| --- | ------------------ | -------------------------- | ------------------------------- |
| Balassagyarmati VSE | Balassagyarmat     | Nógrád megye               | Mátra-csoport - 16.(1)          |
| Diósgyőri VTK II | Miskolc            | Borsod-Abaúj-Zemplén megye | -(2)                            |
| Dunakeszi VSE | Dunakeszi          | Pest megye                 | Mátra-csoport - 14.(1)          |
| FC Hatvan | Hatvan             | Heves megye                | Heves megyei 1. osztály - 3.(1) |
| FC Tiszaújváros | Tiszaújváros       | Borsod-Abaúj-Zemplén megye | Mátra-csoport - 4.              |
| Felsőtárkány SE | Felsőtárkány       | Heves megye                | Mátra-csoport - 11.             |
| Gyöngyöshalász SE | Gyöngyöshalász     | Heves megye                | Heves megyei I. osztály - 1.    |
| Gyöngyösi AK | Gyöngyös           | Heves megye                | Mátra-csoport - 9.              |
| Maglódi TC | Maglód             | Pest megye                 | Duna-csoport - 2.               |
| Ózdi FC | Ózd                | Borsod-Abaúj-Zemplén megye | Mátra-csoport - 13.(1)          |
| Putnok VSE | Putnok             | Borsod-Abaúj-Zemplén megye | Mátra-csoport - 5.              |
| RKSK | Budapest           | Pest megye                 | Mátra-csoport - 6.              |
| Salgótarjáni BTC | Salgótarján        | Nógrád megye               | Mátra-csoport - 7.              |
| Tura VSK | Tura               | Pest megye                 | Mátra-csoport - 8.              |
| Vasas SC II | Budapest           | Pest megye                 | Mátra-csoport - 3.              |
| (1)A Balassagyarmati VSE, a Dunakeszi VSE, az FC Hatvan és az Ózdi FC az MLSZ Versenybizottságának döntése értelmében felkérést kaptak a nevezésre, s a csapatok éltek a lehetőséggel. |                    |                            |                                 |
| (2)A Diósgyőri VTK csapatának a versenykiírás értelmében kötelező tartalékcsapatot indítania az NB III-ban.                                                                            |                    |                            |                                 |

### A bajnokság állása
| #   | Csapat neve        | Mérkőzés | Győzelem | Döntetlen | Vereség | Lőtt gólok | Kapott gólok | Gólkülönbség | Pontszám |
| --- | ------------------ | -------- | -------- | --------- | ------- | ---------- | ------------ | ------------ | -------- |
| 1.  | FC Hatvan          | 17       | 11       | 5         | 1       | 33         | 19           | 14           | 38       |
| 2.  | Felsőtárkány SE    | 17       | 11       | 3         | 3       | 36         | 17           | 19           | 36       |
| 3.  | MTK Budapest FC II | 18       | 10       | 5         | 3       | 53         | 17           | 36           | 35       |
| 4.  | Maglódi TC         | 18       | 11       | 1         | 6       | 42         | 24           | 18           | 34       |
| 5.  | RKSK               | 17       | 8        | 6         | 3       | 34         | 17           | 17           | 30       |
| 6.  | Rákospalotai EAC   | 16       | 9        | 2         | 5       | 30         | 19           | 11           | 29       |
| 7.  | Salgótarjáni BTC   | 18       | 6        | 3         | 9       | 26         | 33           | -7           | 21       |
| 8.  | Tápiószecső FC     | 17       | 5        | 5         | 7       | 24         | 31           | -7           | 20       |
| 9.  | Tura VSK           | 17       | 5        | 4         | 8       | 20         | 26           | -6           | 19       |
| 10. | Gyöngyösi AK       | 16       | 4        | 7         | 5       | 21         | 23           | -2           | 19       |
| 11. | Bükkábrányi SC     | 17       | 5        | 2         | 10      | 18         | 32           | -14          | 17       |
| 12. | Nagybátonyi SC     | 18       | 4        | 4         | 10      | 22         | 40           | -18          | 16       |
| 13. | Egri FC II         | 17       | 2        | 4         | 11      | 12         | 40           | -28          | 10       |
| 14. | Ózdi FC            | 17       | 2        | 3         | 12      | 13         | 46           | -33          | 9        |

Az alábbi táblázat a Mátra-csoport állását mutatja 18 fordulót követően. Az NB III 6 csoportgyőztese osztályozót játszik a két NB II-es csoport 6-8. helyezettjeivel a feljutásért. A 2-5. helyezettek és a két legjobb 6. helyezett maradnak az NB III-ban. A 7-14. helyezettek és a négy legrosszabb 6. helyezett kiesnek az NB III-ból.